# مونيكا بيلو (مؤرخة الفن)
مونيكا بيلو (بالإسبانية: Mónica Bello)‏ هي مؤرخة الفن إسبانية، ولدت في 24 سبتمبر 1973 في سانتياغو دي كومبوستيلا في إسبانيا.